# Hank Jones
Henry "Hank" Jones Jr. (født 31. juli 1918, død 16. maj 2010) var en amerikansk jazzpianist, -komponist og orkesterleder. Han var bror til Elvin Jones og Thad Jones.